# Textos de las Pirámides
Los Textos de las Pirámides son un repertorio de conjuros, encantamientos y súplicas, grabados en los pasajes, antecámaras y cámaras sepulcrales en las pirámides del Imperio Antiguo de Egipto con el propósito de ayudar al faraón en la Duat y asegurar su resurrección y la vida eterna. Son una recopilación de textos, sin orden aparente, de creencias religiosas y cosmológicas muy antiguas, que debieron emplearse durante la ceremonia funeraria. Algunos textos ya aparecen en estelas y mastabas de las dos primeras dinastías.

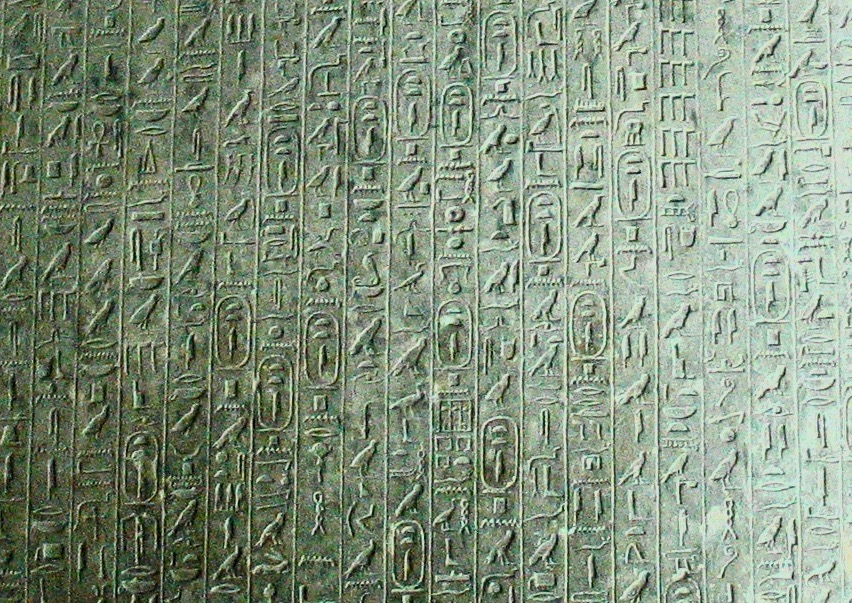
Textos de las Pirámides, inscritos en la cámara sepulcral de la Pirámide de Teti, en Saqqara.

Los textos ya debían existir en papiros al menos en los tiempos de Unis, el último faraón de la dinastía V y desde aquí se copiaron a los muros y techos de su pirámide, denominada por los egipcios: "Perfectos son los lugares de la Muerte". Por tanto, su pirámide es el primer lugar en el que se escribieron los Textos de las Pirámides en un soporte duradero, al menos que se haya conservado. Los textos están compuestos por 228 declaraciones. Posteriormente se convirtió en práctica habitual inscribirlos en el interior de las pirámides de los faraones del Imperio Antiguo, llegando a 759 conjuros (compilados por Raymond O. Faulkner).

## Contenido
No es un relato o narración ordenada, sino extractos de teorías de la creación, fragmentos de las luchas entre Horus y Seth, de leyendas y fundamentalmente, fórmulas para permitir al faraón la resurrección, ascensión e identificación del faraón con los dioses.
En estos textos se aprecian dos teorías cosmológicas: la primera con mitos solares, contemporáneos de los faraones que ordenaron grabarlos, donde el rey es conducido hacia el dios solar Ra y la segunda con una mitología estelar mucho más antigua, donde el camino se dirige a las estrellas circumpolares, aquellas que eran consideradas inmortales por permanecer siempre visibles en el cielo nocturno.
Contiene, junto con rituales de sensación, ofrendas de comida, bebida y vestuario, las fórmulas para que el faraón pudiera transformarse en el aj más importante de todos los aj que residían en la Duat, sortilegios para conseguir eludir los animales malignos y los peligros topográficos. También para que pudiera ascender al "Más Allá", como una estrella y transfigurarse en un ser divino.

### Ofrendas y rituales
Los diversos textos de las pirámides contenían a menudo escritos de rituales y ofrendas a los dioses. Entre estos rituales estaban la ceremonia de apertura de la boca, los rituales de ofrendas y el ritual de las insignias. En las pirámides se hacían ofrendas tanto monetarias como basadas en la oración y estaban escritas en los textos de las pirámides con la esperanza de conseguir que el faraón tuviera una vida deseable después de la muerte. Por esto, rituales como la ceremonia de apertura de la boca y los ojos eran muy importantes para el faraón en la vida del más allá. Esta ceremonia implicaba que el Jer-heb (el sacerdote lector principal), junto con sus ayudantes, abrieran los ojos y la boca de los difuntos mientras recitaban oraciones y conjuros. Se animaba a las plañideras a gritar mientras se utilizaban instrumentos especiales para abrir agujeros en la boca. Una vez concluida la ceremonia, se creía que los muertos podían comer, hablar, respirar y ver en la otra vida.
Las pirámides egipcias están formadas por varios corredores, túneles y salas, de modo que cada elemento tiene un significado y uso diferentes durante los procesos funerarios y rituales. Los textos eran escritos y recitados por los sacerdotes en un orden muy particular, que a menudo comenzaban en el templo del Valle y terminaban en el ataúd o sala de la pirámide. El Templo del Valle, a menudo, contenía un santuario de ofrendas, donde se recitaban los rituales.

## Evolución de creencias y textos

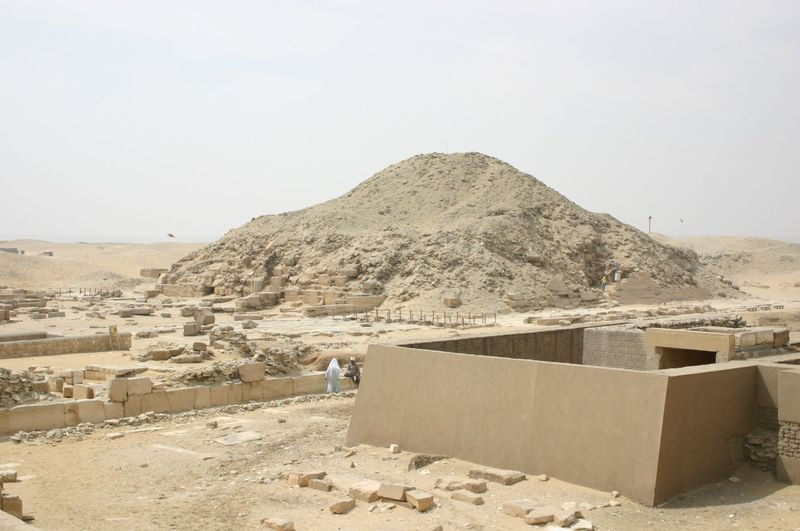
Restos de la pirámide de Unis en Saqqara, donde fueron grabados los primeros Textos de las Pirámides.

Su evolución dará lugar a los Textos de los Sarcófagos, que durante el Primer periodo intermedio de Egipto comenzaron a escribirse en los sarcófagos de los nobles y potentados. En el Imperio Medio son de dos tipos: biográficos, narrando también la vida del difunto o jurídicos, describiendo el legado de sus bienes. A partir de esta época la inmortalidad dejó de ser un privilegio exclusivo del faraón, siendo ya posible para las clases más altas. 
Durante el Imperio Nuevo, empezaron a escribirlos en papiros que se depositaban dentro del sarcófago, alcanzando gran difusión y dando origen al denominado Libro de los Muertos, en el que se describe qué deberá hacer el espíritu del difunto para obtener la inmortalidad. Este texto experimentará postreras evoluciones hasta la dinastía XXVI. La inmortalidad ya alcanzan a disfrutarla aquellos "egipcios justos" que pudieran recitar en la Duat las fórmulas del Libro de los Muertos y costearse los rituales de embalsamamiento y entierro, para preservar su ba.